# Окото на дявола
„Окото на дявола“ (на шведски: Djävulens öga) е шведски фантастична комедия от 1960 година на режисьора Ингмар Бергман. Главните роли се изпълняват от Ярл Куле, Биби Андершон и Стиг Ярел.

## Сюжет
В окото на дявола изведнъж се появява ечемик. Каква е причината? Оказва се, че всичко е в едно младо момиче, което скоро ще се омъжва и остава невинно. В ада решават: трябва да се направи нещо. И те призовават за помощ „специалиста по съблазняване“ дон Хуан, който е стоял в подземния свят в продължение на няколко века ...

## В ролите
| Изпълнител        | Роля                              |
| ----------------- | --------------------------------- |
| Ярл Куле          | Дон Жуан                          |
| Биби Андершон     | Брит-Мари                         |
| Стиг Ярел         | Дяволът                           |
| Нилс Попе         | Викария                           |
| Гертруд Фрид      | Рената                            |
| Стуре Лагервал    | Пабло                             |
| Георг Функвист    | Граф Арман де Ларошфуко           |
| Гунар Шьоберг     | Маркиз Джузепе Мария де Макопанза |
| Аксел Дюберг      | Йонас                             |
| Алан Едвал        | Демонът с ухо                     |
| Рагнар Арведсон   | Демонът пазач                     |
| Гунар Бьорнстранд | Разказвачът                       |